# Адо Гегај
Адо Гегај (Сарајево, 23. август 1958) југословенски је и босанскохерцеговачки певач. Има сестру и брата који се такође баве музиком. Хајрија Гегај је певачица, a Изет Гегај је композитор, аранжер и музичар који такође пева. Адо Гегај је ожењен и има троје деце. Пореклом је Албанац из Улциња.

## Биографија
Певачку каријеру започео је у младости, као извођач народне музике. Свирао је у музичкој групи са братом Изетом, сестром Хајријом и пријатељем Јашаром Ахмедовским. Групу је основао Изет Гегај Изони, који је свирао хармонику, гитару Адо, а певали су Хајрија Гегај и Јашар Ахмедовски. Браћа Гегај су 1987. године започела сарадњу са Драганом Стојковићем Босанцем, музичким аранжером у бившој Југославији. Снимио је прву плочу за дискографску кућу „Дискос“ из Александровца на којој се издвајају песме: „Окрени ми број“, „Вечерас ме друштво зове“ и „Чаробни круг“. Велику подршку на почетку каријере добио је од млађег брата Изета Гегаја, који је за Аду писао музику и био хармоникаш и шоумен. У сарадњи са Драганом Стојковићем Босанцом, 1988. године је снимио нове хитове: „Телефон звони“, „Варао ме јаран мој“, „Твој ме поглед уби“, „Ни корак даље нећу без ње“.
У наставку каријере, 1989. године, раскида сарадњу са Драганом Стојковићем и снима нову плочу под називом „Љубав за љубав“. На овом албуму појављује се песма „Ко војнику љубав краде “. Поред ње су се нашле и истоимена песма „Љубав за љубав“ и „Пријете твоји, пријете моји“. 1990. године снима свој последњи албум у сарадњи са „Дискосом“ под називом „Ти си дио мене“, који укључује песме: „Ти си дио мене“, „Два јарана главе луде “ и „Љепотица“. 1994. године снимио је албум „Гдје си била“ са братом Изетoм и Џавидoм Љубовцјем. Хит песма на овом албуму је  била „Хеј, мајко мати“. Већ 1995. године снима нови албум под називом "Вјерово' сам ти", где истоимена песма постаје веома популарна заједно са песмом "Босна моја". 1998. године, Адо је снимио нови ЦД "Ово мало душе", са којег је стигла песма под називом "Сличица" и песме попут: "На све си ме научила", "Да си јад и несрећа" и друге. 2000. године вратио се у Београд где је снимио албум у сарадњи са Срки Бои-ом. На овом албуму издвајају се песме: „Немојте ми судити“, „Побједник на крају“ и дует са Хајријом „Нервираш ме“ у продукцији „Еуро Соунд“. Песма „Окрени мој број“ је поново заживела. Тим поводом Адо Гегај снима компилацију хитова за издавачку кућу „Голд“, за коју снима следећи албум под називом „Назови због нас“. Каријеру је наставио 2005. године концертом и пратећим „ЛИВЕ ЦД-om“, који садржи све његове најуспешније песме изведене након једног од његових наступа у САД. Следећи албум „Дуњо моја“ објављен је 2008. године у продукцији МЕГАСОУНД-а за Србију, чији је власник Мића Николић. Исти албум је за БиХ тржиште издала Хајат продукција. Са Изетом Гегајeм-Изонијем снима свој последњи албум под називом „Сад и ја знам“. Овај албум је такође објављен за две издавачке куће. У Босни и Херцеговини издавач је Валентино Рекордс, а у Србији КЦН Рекордс. Поред ових наведених албума, многе издавачке куће издале су компилације његових хитова као што су: ЕМБЕКС, ГОЛД, Дискос.
Адо Гегај је у току своје каријере био активан у каритативном раду многих хуманитарних организација. Осим тога је учествовао на више стотина хуманитарних концерата током деведесетих година на подручју Западне Европе.

## Дискографија
- Окрени мој број (1987)
- Телефон звони (1988)
- Љубав за љубав (1989)
- Ти си дио мене (1990)
- Гдје си била (1994)
- Вјерово сам ти (1995)
- Ово мало душе (1998)
- Коктел за сва времена (1999)
- Побједник на крају (2000)
- HITOVI (2002)
- Назови, због нас (2002)
- LIVE 100% (2006)
- Дуњо моја (2008)
- Сад и ја знам (2011)
- Легенде осамдесетих / Синан Сакић и Адо Гегај (2014)
- Босанац / Жени ми се брат ЕП (2015)
- Љубомора / Коцкар ЕП (2017)

извори: